# Günther Ramsauer

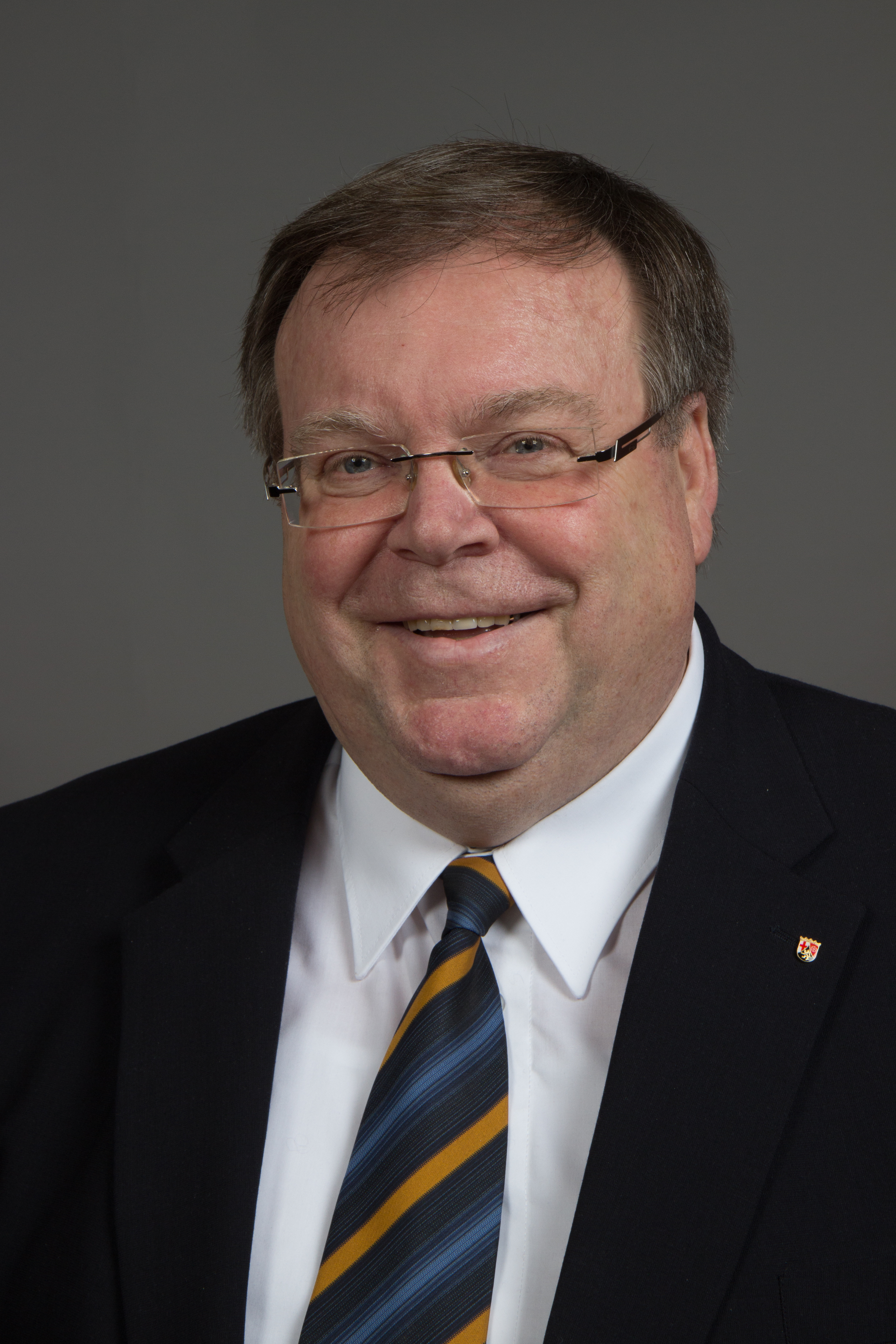
Günther Ramsauer (2014)

Günther Ramsauer (* 18. Februar 1949 in Edenkoben) ist ein deutscher Politiker (SPD).

## Ausbildung, Beruf und Familie
Nach einer Ausbildung bei der BASF zum Chemielaborant erlangte Ramsauer 1972 auf dem zweiten Bildungsweg das Abitur. Anschließend studierte er an der Erziehungswissenschaftlichen Hochschule in Worms und Landau in der Pfalz. Von 1977 bis 1991 war er als Lehrer in Speyer, Kaiserslautern, Ludwigshafen am Rhein und Frankenthal (Pfalz) tätig, zuletzt als Rektor an einer Hauptschule.
Ramsauer ist verheiratet und hat ein Kind.

## Politik
In den 60er und 70er Jahren engagierte Ramsauer sich in der evangelischen Jugend und war Vorsitzender des Stadtjugendrings Ludwigshafen. 1969 trat er der SPD bei. 1977 wurde er in den Stadtrat von Ludwigshafen am Rhein gewählt, dem er bis 1991 angehörte. Zudem war er von 1989 bis 1991 Ortsvorsteher in Maudach, einem Stadtteil Ludwigshafens. Von 1991 bis 2001 war er Beigeordneter und Dezernent für Schulen und Kultur der Stadt Ludwigshafen am Rhein. Von 1996 bis 2006 war er Vorsitzender der SPD Ludwigshafen. Seit 1999 ist er SPD-Fraktionsvorsitzender im Bezirkstag der Pfalz. Von 2006 bis 2014 war er Schatzmeister des Landesverbandes. 2001 wurde er Abgeordneter des rheinland-pfälzischen Landtags für den Wahlkreis 36 Ludwigshafen am Rhein II. Seit 2006 war Ramsauer stellvertretender Vorsitzender der SPD-Landtagsfraktion. Dort war er zuständig für Haushalt, Finanzen, Wirtschafts- und Sozialpolitik. Außerdem war er Mitglied im Rechtsausschuss. Im Dezember 2014 schied er aus dem Landtag aus.